# Fusigobius neophytus
Fusigobius neophytus är en fiskart som först beskrevs av Günther, 1877.  Fusigobius neophytus ingår i släktet Fusigobius och familjen smörbultsfiskar. Inga underarter finns listade i Catalogue of Life.